# Nihon Falcom
Nihon Falcom Corporation (日本ファルコム株式会社, Nihon Farukomu Kabushiki Kaisha) és una empresa japonesa desenvolupadora de videojocs de rol. Es coneix sobretot per crear la saga de videojocs Ys, The Legend of Heroes i Trails. L'empresa es va fundar el març del 1981, fet que la fa una de les empreses de videojocs més antigues encara actives avui. Se li atribueix ser pionera en el gènere de rol d'acció, els videojocs de rol japonesos i el desenvolupament general del programari de l'ordinador personal al Japó.

## Història

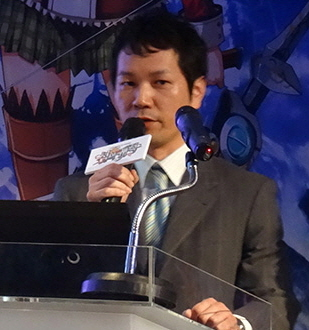
El president de l'empresa, Toshihiro Kondo, el 2014

Nihon Falcom va ser fundada el 9 de març de 1981 per Masayuki Kato. Durant la seva estada a Bangkok, on va estudiar durant tres anys, es va enamorar de l’ordinador Apple II. Quan va tornar al Japó, Kato va decidir estalviar diners per comprar un Apple II per a ell mateix. Després va deixar la feina i va fundar la seva pròpia empresa: Nihon Falcom. El nom de l'empresa té origen en el Falcó Mil·lenari de Star Wars. La paraula Falcon en anglès es va combinar amb -com, sufix que les empreses informàtiques de l'època utilitzaven sovint.
Nihon Falcom al principi era responsable de l'anàlisi, la investigació i la planificació empresarial orientades a la introducció dels ordinadors personals. El juny de 1981, l'empresa va col·laborar amb l'Agència de Cooperació Internacional del Japó, on va ser responsable d'un simulador d'economia del trànsit. El juliol de 1981, Nihon Falcom es va convertir en una importadora i venedora autoritzada de productes Apple al Japó. Durant els seus temps d'inactivitat, Kato va començar a desenvolupar videojocs. Falcom va acabar el seu primer joc, Galactic Wars, el juny de 1982, però no va començar a vendre jocs a tot el país fins a Panorama Tou (ぱのらま島; 'Illa Panorama'), el seu primer joc de rol a gran escala el desembre de 1983. Falcom es va convertir ràpidament en una de les empreses desenvolupadores de videojocs de rol japonesos més importants i influents, al costat d'Enix i Square. Tenen la fama d'haver establert les bases de la indústria del joc de rol japonès.
Panorama Tou va sortir a la venda per al PC-8801 el 1983 i va ser fet per Yoshio Kiya, que acabaria creant les franquícies Dragon Slayer i Brandish. Tot i que el joc no tenia gaire característiques presents en els jocs de rol com les estadístiques del personatge o el sistema de pujada de nivell, el joc presentava combat en temps real amb una pistola. Això l'acostava als jocs de rol d'acció, fórmula per la qual Falcom seria coneguda més tard. El joc se situava en una illa deserta i el món estava col·locat en una graella hexagonal. També incloïa un cicle dia-nit. També hi havia personatges no-jugadors (PNJ) indígenes que podies triar atacar, mantenir-hi una conversa o donar-los diners a canvi d'objectes, tot i que els PNJ es podien escapar enduent-se els diners. Per sobreviure a l’illa, havies de trobar i consumir racions, ja que cada acció normal consumia punts de vida. A l'illa també podies caure en paranys. Per sortir-ne havies de demanar ajudar i esperar que t'ajudés un PNJ. A més a més, també et podia picar una serp que t'enverinava i et paralitzava. Per curar-te necessitaves medecina o havies de demanar ajuda a un PNJ.
Falcom més endavant va crear les seves franquícies principals: Dragon Slayer, The Legend of Heroes i Ys. El Dragon Slayer original va tenir el mèrit d’establir la fórmula dels jocs de rol d’acció. Dragon Slayer II: Xanadu (1985) va vendre més de 400.000 unitats. Això el va convertir en el joc de PC més venut fins aquell moment.
En el seu moment Falcom creava la majoria dels seus videojocs per a l'ordinador, però se n'han fet ports a diverses consoles de totes les generacions. La decisió de l'empresa de crear principalment per a ordinadors en lloc de consoles els va diferenciar dels seus principals rivals, Enix i Square, però va limitar la seva popularitat al món occidental. Així el seu potencial de creixement als anys noranta es va estancar. Actualment l'empresa ha fet un canvi d'estratègia i desenvolupa els seus videojocs directament per a consoles. Malgrat això, les versions internacionals estan disponibles per a ordinador gràcies als ports que en fan les empreses localitzadores.
A principis de la dècada de 2010, Ys era la franquícia japonesa de jocs de rol més gran pel que fa al nombre de llançaments després de Final Fantasy.
Falcom també va ser pionera en música de videojocs. Les seves primeres bandes sonores estaven compostes principalment pels músics especialitzats en chiptune: Yuzo Koshiro i Mieko Ishikawa. Va ser una de les primeres empreses de videojocs a tenir el seu propi grup de música amb nom propi dedicat a escriure partitures per als seus jocs. Es tracta de Falcom Sound Team jdk. Les bandes sonores d'Ys, en concret, es consideren algunes de les partitures de jocs de rol més influents de tots els temps.

## Llista de videojocs
| Any  | Videojoc                                                                                           | Plataforma/es                                                                   |
| ---- | -------------------------------------------------------------------------------------------------- | ------------------------------------------------------------------------------- |
| 1982 | Galactic Wars 1 (ギャラクティック・ウォーズ１)                                                     | PC-8801                                                                         |
| 1983 | Super Mahjong (スーパー四人麻雀)                                                                   | X1                                                                              |
| 1983 | Bird Land (バードランド)                                                                           | PC-8801                                                                         |
| 1983 | Computer the Golf (コンピュータ ザ ゴルフ)                                                         | PC-8801                                                                         |
| 1983 | Horror House (ホラーハウス)                                                                        | PC-8801                                                                         |
| 1983 | Cosmo Fighter II (コスモファイターII)                                                              | X1                                                                              |
| 1983 | Super Horoscope Kanji Version (スーパーホロスコープ漢字版)                                         | PC-8801                                                                         |
| 1983 | Private Stripper (女子大生プライベート)                                                            | PC-8801, FM-7, PC-9801                                                          |
| 1983 | SSGN Covert Cruise Special Attack Strategy (ＳＳＧＮ 潜航特攻作戦)                                 | FM-8                                                                            |
| 1983 | Panorama Tou (ぱのらま島)                                                                          | PC-8801                                                                         |
| 1983 | Horror House Part-II (狂気の館)                                                                    | PC-8801                                                                         |
| 1984 | Monster House (モンスターハウス)                                                                   | Sharp MZ                                                                        |
| 1984 | Demon's Ring (デーモンズリング)                                                                    | PC-8801, FM-7, PC-9801                                                          |
| 1984 | The Threat of North (北の脅威)                                                                     | PC-6001                                                                         |
| 1984 | Escape from Twilight Zone (異次元からの脱出)                                                       | FM-7                                                                            |
| 1984 | Dragon Slayer (ドラゴンスレイヤー)                                                                 | PC-8801, FM-7, X1                                                               |
| 1984 | Kanji Adressbook (スーパー漢字住所録)                                                              | FM-7                                                                            |
| 1985 | Dragon Slayer II: Xanadu (ザナドゥ)                                                                | X1, PC-8801, FM-7, PC-9800, MSX                                                 |
| 1985 | Asteka (アステカ)                                                                                  | PC-8801, FM-7, PC-9801                                                          |
| 1985 | Dragon Slayer Inoue Version (井上のドラスレ)                                                       | FM-7                                                                            |
| 1986 | Xanadu Scenario II: The Resurrection of Dragon (ザナドゥ シナリオII ガルシスの復活)                | PC-8801, FM-7, PC-9801                                                          |
| 1986 | Dragon Slayer Jr: Romancia (ロマンシア)                                                            | X1, PC-8801, PC-9801, MSX                                                       |
| 1986 | Tombs & Treasure (太陽の神殿 アステカII)                                                           | X1, PC-8801, PC-9801, FM-7, MSX                                                 |
| 1987 | Ys I: Ancient Ys Vanished (イースI)                                                                | PC-8801, X1, PC-9801, FM-7                                                      |
| 1987 | Legacy of the Wizard (ドラスレファミリー)                                                          | MSX 2, MSX, Famicom                                                             |
| 1987 | Sorcerian (ソーサリアン)                                                                           | PC-8801, PC-9801, X1                                                            |
| 1988 | Ys II: Ancient Ys Vanished - The Final Chapter (イースII)                                          | PC-8801, PC-9801, FM7, X1, MSX                                                  |
| 1988 | Sorcerian Scenario Vol.1 (ソーサリアン 追加シナリオ#1)                                             | PC-8801, PC-88, PC-9801, X1                                                     |
| 1988 | Sorcerian Utility Vol.1 (ソーサリアン ユーティリティ)                                              | PC-8801, PC-88, PC-9801, X1                                                     |
| 1988 | Sengoku Sorcerian (戦国ソーサリアン)                                                               | PC-8801, PC-88, PC-9801, X1                                                     |
| 1988 | Pyramid Sorcerian (ピラミッドソーサリアン)                                                         | PC-8801, PC-88, PC-9801, X1                                                     |
| 1989 | Star Trader (スタートレーダー)                                                                     | PC-8801, PC-9801                                                                |
| 1989 | Ys III: Wanderers from Ys (ワンダラーズ フロム イース)                                             | PC-8801, PC-9801, MSX2                                                          |
| 1989 | Dragon Slayer: The Legend of Heroes (ドラゴンスレイヤー英雄伝説)                                   | PC-9801, FM TOWNS, MSX2                                                         |
| 1990 | Dinosaur (ダイナソア)                                                                              | PC-8801, PC-9801, FM TOWNS                                                      |
| 1991 | Lord Monarch (ロードモナーク)                                                                      | PC-9801, FM TOWNS                                                               |
| 1991 | Advanced Lord Monarch (アドバンスド ロードモナーク)                                                | PC-9801                                                                         |
| 1991 | Brandish (ブランディッシュ)                                                                        | PC-9801, FM TOWNS                                                               |
| 1991 | Popful Mail (ぽっぷるメイル)                                                                       | PC-8801, PC-9801, Super Famicom                                                 |
| 1992 | Dragon Slayer: The Legend of Heroes II (英雄伝説 II)                                               | PC-8801, PC-9801                                                                |
| 1993 | Brandish 2: Planet Buster (ブランディッシュ２)                                                     | PC-9801                                                                         |
| 1994 | The Legend of Xanadu (風の伝説ザナドゥ)                                                            | TurboGrafx-16                                                                   |
| 1994 | The Legend of Heroes II: Prophecy of the Moonlight Witch (英雄伝説III白き魔女)                     | PC-9801                                                                         |
| 1994 | Brandish 3: Spirit of Balcan (ブランディッシュ３)                                                  | PC-9801                                                                         |
| 1995 | Revival Xanadu (リバイバルザナドゥ)                                                                | PC-9801                                                                         |
| 1995 | The Legend of Xanadu II (風の伝説ザナドゥII)                                                       | PC Engine CD                                                                    |
| 1995 | Revival Xanadu II Remix (リバイバルザナドゥ２ リミックス)                                          | PC-9801                                                                         |
| 1995 | Ys V: Lost Kefin, Kingdom of Sand (イースV 失われた砂の都ケフィン)                                 | Super Famicom                                                                   |
| 1996 | The Legend of Heroes: A Tear of Vermillion (英雄伝説IV 朱紅い雫)                                   | PC-9801                                                                         |
| 1996 | Brandish VT (ブランディッシュ VT)                                                                  | PC-9801                                                                         |
| 1996 | Lord Monarch Original (ロードモナーク オリジナル)                                                  | Windows                                                                         |
| 1997 | Lord Monarch First (ロードモナーク First)                                                          | Windows                                                                         |
| 1997 | The Legend of Heroes for Windows (新 英雄伝説)                                                     | Windows                                                                         |
| 1997 | Lord Monarch Pro (ロードモナーク Pro)                                                              | Windows                                                                         |
| 1997 | Sorcerian Forever (ソーサリアン フォーエバー)                                                      | Windows                                                                         |
| 1997 | Vantage Master (ヴァンテージマスター)                                                              | Windows                                                                         |
| 1998 | Ys I Eternal (イース エターナル)                                                                   | Windows                                                                         |
| 1998 | Vantage Master V2 (ヴァンテージマスター V2)                                                        | Windows                                                                         |
| 1998 | Monarch Monarch (モナーク モナーク)                                                                | Windows                                                                         |
| 1998 | Brandish 4 (ブランディッシュ ４)                                                                   | Windows                                                                         |
| 1999 | The Legend of Heroes III: Shiroki Majo (新 英雄伝説 III)                                           | Windows                                                                         |
| 1999 | The Legend of Heroes III: Song of the Ocean (英雄伝説 III 海の檻歌)                                | Windows                                                                         |
| 2000 | Ys II Eternal (イース II エターナル)                                                               | Windows                                                                         |
| 2000 | Sorcerian Original (ソーサリアン オリジナル)                                                       | Windows                                                                         |
| 2000 | The Legend of Heroes IV: A Tear of Vermillion (新 英雄伝説 IV 朱紅い雫)                            | Windows                                                                         |
| 2001 | Ys I & II Complete (イースI・II 完全版)                                                            | Windows                                                                         |
| 2001 | Zwei: The Arges Adventure (ツヴァイ！！)                                                           | Windows, PlayStation Portable                                                   |
| 2002 | VM Japan                                                                                           | Windows                                                                         |
| 2002 | Dinosaur Resurrection (ダイナソア リザレクション)                                                  | Windows                                                                         |
| 2002 | Ys I Complete (イース I 完全版)                                                                    | Windows                                                                         |
| 2002 | Ys II Complete (イース II 完全版)                                                                  | Windows                                                                         |
| 2003 | Ys VI: The Ark of Napishtim (イース VI ナピシュテムの匣)                                           | Windows                                                                         |
| 2004 | The Legend of Heroes: Trails in the Sky FC (英雄伝説 空の軌跡 FC)                                  | Windows, PlayStation Portable, PlayStation 3                                    |
| 2004 | Gurumin: A Monstrous Adventure (ぐるみん)                                                          | Windows, PlayStation Portable                                                   |
| 2005 | Ys: The Oath in Felghana (イース フェルガナの誓い)                                                 | Windows, PlayStation Portable                                                   |
| 2005 | Xanadu Next (ザナドゥＮＥＸＴ)                                                                     | N-Gage, Windows                                                                 |
| 2006 | The Legend of Heroes: Trails in the Sky SC (英雄伝説 空の軌跡ＳＣ)                                 | Windows, PlayStation Portable, PlayStation 3                                    |
| 2006 | Ys Origin (イース・オリジン)                                                                       | Windows, PlayStation 4, PlayStation Vita, Nintendo Switch, Xbox One             |
| 2007 | The Legend of Heroes: Trails in the Sky the 3rd (空の軌跡 the 3rd)                                 | Windows, PlayStation Portable, PlayStation 3                                    |
| 2008 | Vantage Master Portable (ヴァンテージマスターポータブル)                                           | PlayStation Portable                                                            |
| 2008 | Zwei: The Ilvard Insurrection (ツヴァイ２)                                                         | Windows                                                                         |
| 2009 | Brandish: The Dark Revenant (ブランディッシュ ～ダークレヴナント～)                                | PlayStation Portable, Windows                                                   |
| 2009 | Ys I & II Chronicles (イースI&IIクロニクルズ)                                                      | PlayStation Portable, Windows                                                   |
| 2009 | Ys Seven (イースVII)                                                                               | PlayStation Portable, Windows                                                   |
| 2010 | Ys vs. Sora no Kiseki: Alternative Saga (イースvs.空の軌跡 オルタナティブ・サーガ)                 | PlayStation Portable                                                            |
| 2010 | The Legend of Heroes: Trails from Zero (英雄伝説 零の軌跡)                                         | PlayStation Portable, PlayStation Vita, PlayStation 4, Nintendo Switch, Windows |
| 2011 | The Legend of Heroes: Trails to Azure (英雄伝説 碧の軌跡)                                          | PlayStation Portable, PlayStation Vita, PlayStation 4, Nintendo Switch, Windows |
| 2012 | The Legend of Nayuta: Boundless Trails (那由多の軌跡)                                              | PlayStation Portable, PlayStation 4                                             |
| 2012 | Ys: Memories of Celceta (イース セルセタの樹海)                                                    | PlayStation Vita, PlayStation 4, Windows                                        |
| 2012 | Eiyuu Densetsu: Zero no Kiseki Evolution (英雄伝説 零の軌跡 Evolution)                             | PlayStation Vita                                                                |
| 2013 | The Legend of Heroes: Trails of Cold Steel (英雄伝説 閃の軌跡)                                     | PlayStation 3, PlayStation Vita, PlayStation 4, Nintendo Switch, Windows        |
| 2014 | The Legend of Heroes: Trails of Cold Steel II (英雄伝説 閃の軌跡II)                                | PlayStation 3, PlayStation Vita, PlayStation 4, Nintendo Switch, Windows        |
| 2014 | Eiyuu Densetsu Ao no Kiseki Evolution (英雄伝説 碧の軌跡 Evolution)                                | PlayStation Vita                                                                |
| 2015 | Tokyo Xanadu (東亰ザナドゥ)                                                                        | PlayStation Vita,                                                               |
| 2015 | Eiyuu Densetsu Sora no Kiseki FC Evolution (英雄伝説 空の軌跡 FC Evolution)                        | PlayStation Vita                                                                |
| 2015 | Eiyuu Densetsu Sora no Kiseki SC Evolution (英雄伝説 空の軌跡 SC Evolution)                        | PlayStation Vita                                                                |
| 2016 | Eiyuu Densetsu Sora no Kiseki - The 3rd Evolution (英雄伝説 空の軌跡 the 3rd Evolution)            | PlayStation Vita                                                                |
| 2016 | Ys VIII: Lacrimosa of Dana (イースVIII -Lacrimosa of DANA-)                                        | PlayStation Vita, PlayStation 4, Nintendo Switch, Windows, Stadia               |
| 2017 | Tokyo Xanadu eX+                                                                                   | PlayStation 4, Windows                                                          |
| 2017 | The Legend of Heroes: Trails of Cold Steel III (英雄伝説 閃の軌跡III)                              | PlayStation 4, Nintendo Switch, Windows, Stadia                                 |
| 2018 | The Legend of Heroes: Trails of Cold Steel IV (英雄伝説 閃の軌跡IV -THE END OF SAGA-)              | PlayStation 4, Nintendo Switch, Windows, Stadia                                 |
| 2019 | Ys IX: Monstrum Nox (イースIX -Monstrum NOX-)                                                      | PlayStation 4, PlayStation 5, Windows, Nintendo Switch, Stadia                  |
| 2020 | The Legend of Heroes: Trails into Reverie (英雄伝説 創の軌跡)                                      | PlayStation 4, PlayStation 5, Windows, Nintendo Switch                          |
| 2021 | The Legend of Heroes: Trails through Daybreak (英雄伝説 黎の軌跡)                                  | PlayStation 4, PlayStation 5, Windows                                           |
| 2022 | The Legend of Heroes: Trails through Daybreak II - Crimson Sin (英雄伝説 黎の軌跡II -CRIMSON SiN-) | PlayStation 4, PlayStation 5                                                    |
| 2023 | Ys X: Nordics (イースX -NORDICS-)                                                                  | PlayStation 4, PlayStation 5, Nintendo Switch                                   |
| 2024 | Trails Beyond the Horizon (英雄伝説 界の軌跡 -Farewell, O Zemuria-)                                | PlayStation 4, PlayStation 5                                                    |
| 2025 | Trails in the Sky 1st Chapter (空の軌跡 the 1st)                                                   | Nintendo Switch, Windows                                                        |

## Altres obres
La llista que hi ha a continuació són videojocs que no han estat publicats o bé han estat creats per altres empreses que no són Falcom, però que tenen relació amb les seves franquícies.
| Any  | Videojoc                                                                  | Plataforma/es                                    | Empresa desenvolupadora |
| ---- | ------------------------------------------------------------------------- | ------------------------------------------------ | ----------------------- |
| 1985 | Dragon Slayer Inoue Version (井上のドラスレ)                              | FM-7                                             | Falcom                  |
| 1986 | Arabian Carpet (アラビアンカーペット)                                     | FM-7                                             | Falcom                  |
| 1987 | Tiny Han Dragon Slayer (TINY版ドラゴンスレイヤー)                         | X1                                               | Falcom                  |
| 1993 | Ys IV: Mask of the Sun (イースIV MASK OF THE SUN)                         | Super Famicom, PlayStation 2, Mòbils             | Tonkin House            |
| 1993 | Ys IV: The Dawn of Ys (イースIV The Dawn of Ys)                           | PC Engine CD-ROM                                 | Hudson Soft             |
| 2003 | Tsukikage no Destiny (月影のデスティニー)                                 | Windows                                          | Season Software         |
| 2003 | Arcturus (アークトゥルス)                                                 | Windows                                          | GRAVITY                 |
| 2005 | Rinne                                                                     | Windows                                          | Bothtec, Inc.           |
| 2008 | Ys DS (イース DS)                                                         | Nintendo DS                                      | Interchannel Holon      |
| 2008 | Ys II DS (イースII DS)                                                    | Nintendo DS                                      | Interchannel Holon      |
| 2009 | Ys Online the Call of Solum                                               | Windows                                          | CJ Internet             |
| 2011 | Ys Nexus                                                                  | Mòbils                                           | Index                   |
| 2016 | The Legend of Heroes: Akatsuki no Kiseki (英雄伝説 暁の軌跡)              | Windows, PlayStation Vita. PlayStation 4, Mòbils | UserJoy Japan           |
| 2019 | Sora no Kiseki OL (空之轨迹OL)                                            | Mòbils                                           | Changyou.com Limited    |
| 2021 | Ys VI Online ~ The Ark of Napishtim (イースVI Online～ナピシュテムの匣～) | Mòbils                                           | Restar Games            |
| ???  | Ys VIII: Lacrimosa of Dana Mobile                                         | Mòbils                                           | BiliBili                |